# لو جيا هونغ
لو جيا-هونغ (بالصينية: 羅家弘، بالإنجليزية: Lu Chia-hung) هو لاعب كرة ريشة من تايوان، وُلِد في 4 يونيو 1993. اشتهر بمشاركته في منافسات فردي الرجال، وحقق العديد من الإنجازات في البطولات الدولية.

## المسيرة الرياضية
فاز لو بالميدالية الذهبية في بطولة العالم للناشئين لعام 2015 في فئة الفردي، مما رسّخ مكانته كلاعب بارز في اللعبة. كما شارك في العديد من بطولات سلسلة BWF الدولية، محققًا ألقابًا ومراكز متقدمة.

## الإنجازات

### بطولة العالم للناشئين
الفردي
- 2015: الميدالية الذهبية

### بطولات BWF الدولية
الفردي
- مشاركات متعددة وألقاب متنوعة في بطولات سلسلة التحدي الدولية والسلسلة الدولية.